# Vitance
Vitance (en serbe cyrillique : Витанце) est un village de Serbie situé dans la municipalité de Despotovac, district de Pomoravlje. Au recensement de 2011, il comptait 655 habitants.

## Démographie

### Évolution historique de la population
| 1948  | 1953  | 1961  | 1971  | 1981  | 1991  | 2002 | 2011 |
| ----- | ----- | ----- | ----- | ----- | ----- | ---- | ---- |
| 1 375 | 1 396 | 1 424 | 1 334 | 1 304 | 1 160 | 728  | 655  |

|  |